# 37e cérémonie des European Film Awards
La 37e cérémonie des 37th European Film Awards (littéralement : prix du cinéma européen), organisée par l'Académie européenne du cinéma, se déroule le 7 décembre 2024 et récompense les films européens sortis dans l'année.
Les nominations des catégories majeures sont annoncées en novembre. Les gagnants dans les catégories techniques sont aussi annoncées en novembre.
Le film Emilia Pérez de Jacques Audiard est récompensé des prix du  meilleur film, de la meilleure réalisation, du meilleur scénariste, de la meilleure actrice et du meilleur monteur. 

## Palmarès

### Meilleur film
- Emilia Pérez de Jacques Audiard
  - La Chambre d'à côté de Pedro Almodóvar
  - Les Graines du figuier sauvage de Mohammad Rasoulof
  - The Substance de Coralie Fargeat
  - Vermiglio ou La Mariée des montagnes de Maura Delpero

### Meilleure réalisation
- Jacques Audiard pour Emilia Pérez
  - Andrea Arnold pour Bird
  - Pedro Almodóvar pour La Chambre d'à côté
  - Mohammad Rasoulof pour Les Graines du figuier sauvage
  - Maura Delpero pour Vermiglio ou La Mariée des montagnes

### Meilleure actrice
- Karla Sofía Gascón pour Emilia Pérez
  - Renate Reinsve pour La Convocation (Armand)
  - Trine Dyrholm pour La Jeune Femme à l'aiguille
  - Victoria Carmen Sonne pour La Jeune Femme à l'aiguille
  - Tilda Swinton pour La Chambre d'à côté

### Meilleur acteur
- Abou Sangare pour L'Histoire de Souleymane
  - Franz Rogowski pour Bird
  - Ralph Fiennes pour Conclave
  - Lars Eidinger pour La Partition
  - Daniel Craig pour Queer

### Meilleur scénariste
- Jacques Audiard pour Emilia Pérez
  - Line Langebek Knudsen et Magnus von Horn pour La Jeune Femme à l'aiguille
  - Pedro Almodóvar pour La Chambre d'à côté
  - Mohammad Rasoulof pour Les Graines du figuier sauvage
  - Coralie Fargeat pour The Substance

### Meilleur film documentaire
- No Other Land de Basel Adra, Hamdan Ballal, Yuval Abraham et Rachel Szor
  - Bye Bye Tibériade de Lina Soualem
  - Dahomey de Mati Diop
  - In Limbo (en) de Alina Maksimenko
  - Soundtrack to a Coup d'Etat de Johan Grimonprez

### Meilleur film d'animation
- Flow de Gints Zilbalodis
  - Living Large de Kristina Dufková
  - Sauvages ! de Claude Barras
  - El sueño de la sultana de Isabel Herguera
  - They Shot the Piano Player de Fernando Trueba et Javier Mariscal

### Découverte de l'année - Prix FIPRESCI
- La Convocation (Armand) de Halfdan Ullmann Tøndel (en)
  - Crasse (Hoard) de Luna Carmoon (en)
  - Kneecap de Rich Peppiatt (en)
  - Santosh de Sandhya Suri (en)
  - Ce nouvel an qui n'est jamais arrivé (Anul Nou care n-a fost) de Bogdan Mureșanu
  - Toxic (en) (Akiplėša) de Saulė Bliuvaitė (en)

### Meilleur court métrage
- L'Homme qui ne se taisait pas de Nebojša Slijepčević
  - 2720 de Basil da Cunha
  - Clamor de Salomé Da Souza
  - The Exploding Girl de Caroline Poggi et Jonathan Vinel
  - Wander to Wonder de Nina Gantz

## Excellence Awards

### Meilleur directeur de la photographie
- Benjamin Kračun pour The Substance

### Meilleur monteur
- Juliette Welfling pour Emilia Pérez

### Meilleur chef décorateur
- Jagna Dobesz pour La Jeune Femme à l'aiguille

### Meilleur créateur de costumes
- Tanja Hausner pour The Devil's Bath (Des Teufels Bad)

### Meilleurs maquillage et coiffure
- Evalotte Oosterop pour When the Light Breaks

### Meilleur compositeur
- Frederikke Hoffmeier (en) pour La Jeune Femme à l'aiguille

### Meilleur son
- Marc-Olivier Brullé, France Pierre Bariaud, France Charlotte Butrak, France Samuel Aïchoun et France Rodrigo Diaz pour L'Histoire de Souleymane

### Meilleurs effets spéciaux
- Bryan Jones, France Pierre Procoudine-Gorsky, France Chervin Shafaghi et France Guillaume Le Gouez pour The Substance

## Prix spéciaux
- Lifetime Achievement Award : Wim Wenders
- Achievement in World Cinema Award : Isabella Rossellini